# Географија Египта
Географски положај Египта је изузетно повољан. Синајско полуострво представља копнени мост који повезује Египат са Азијом. Средоземним морем повезан је са Европом, а Суецки канал представља важан трговачки чвор између два континента.
На северу је Средоземно море, на истоку Газа, Израел и Црвено море; на југу Судан и на западу Либија.
Максимална дужина север-југ износи 1.105 km и максимална ширина 1.129 km. Површина Египта износи 997,739 km². Мање од десетине од укупне територије Египта је насељено и цивилизовано. Територија обухвата долину и делту Нила, одређен број земљу дуж Суецког канала који повезује Средоземље са Суецким заливом, рукавцем Црвеног мора.

### Рељеф
Више од 90% територије заузимају пустиње, укључујући Либијску (тзв. Западну пустињу) на западу; део Сахаре, Арабијску пустињу (тзв. Источну) која граничи са Црвеним морем и Суецким заливом, на истоку. Либијска пустиња позната је као «велико песковито море» у коме постоји неколико депресија од којих је највећа Катара. Од пустињских оаза у Либијској пустињи најпознатија су: Барија, Дактила, Карија, Фарафра и многе друге.
На изразитом југу дуж границе са Суданом налази се Нубијска пустиња, огромна територија камених површина и песковитих дина. Синајско полуострво обухвата песковите пустиње на северу и огромне планинске венце на југу са застрашујућим врховима који се издижу и до 2.100 m изнад Црвеног мора. Планина Катарина (Џабал Катринах, 2,637 m) највећа је планина у Египту. Налази се на Синајском полуострву као и планина Синај (Џабал Муса) где је према хебрејској Библији Мојсије примио десет божијих заповести.
Река Нил улази у Египат из Судана и тече северно према Средоземном мору. Својом целом дужином од јужне границе до Каира Нил подсећа на дуги ходник, јер се изнад његове долине издижу високе стене.
Јужно од града Идфуа долина Нила ретко да достиже ширину већу од 3 km. Од Идфуа до Каира просечна ширина долине износи чак и до 23 km и већи део западне стране је искориштен за пољопривреду. Око Каира долина се стапа са делтом и заузима 250 km средоземне обале. Наноси алувијалног муља и другог речног материјала после поплава Розете, Дамијете и других река начинили су делту најплоднијом регијом Египта. Ипак, иако поплаве доносе плодан муљ [Асуан] чини све да смањи годишњи број поплава, због ерозије у приобалном подручју коју врши слана вода.
У Египту постоји много језера. Насер (језеро), огромни резервоар близу Асуана, простире се од Суданске границе. Низ плитких и сланих језера смештени су на крајевима делте према мору. Друго веће језеро је Биркат Кварун које се налази у унутрашњости тј. у пустињи северно од града Фајум.

### Клима
Египат се налази у суптропском подручју. Климу одликују врућа и сува лета и топле зиме, тј. топли периоди од маја до септембра и хладни од новембра до марта. Највише температуре у оба периода условљене су северним ветровима. У обалним подручјима просечне температуре крећу се од максималне 37°C до минималне 14°C. Велика температурна варирања најчешћа су појава у пустињама од максималне дневне 46°C до минималних 6°C током ноћи. Током зимског периода температуре током ноћи падају и до 0º. Подручја са највећом влажности налазе се дуж средоземне обале, а просечна кол. падавина износи 200 mm годишње, док је просечна количина падавина у Каиру само 26 mm годишње, а у пустињским областима киша пада једном у неколико година. Количина падавина опада идући ка југу, док температура расте.
Камсин (сув и топао пустињски олујни ветар) јавља се у априлу и мају, а достиже брзину и до 150 km/h. 

### Воде
Нил је друга река по дужини на свету, дуга 6.497 km. Њен ток кроз Египат је дуг 1.550 km, а површина делте Нила је 24.000 km². 
Нил улази у Египат код Вади Халфе на његовој јужној граници. Тече кроз пустињу 1,5-2 km широком долином до Асуана. Од Асуана, пошто пређе своју последњу катаракту, Нил тече кроз долину која се шири од 5-20 km и протеже до Каира неких 700 km. Даљих 300 km до мора пролазе воде Нила кроз врло пространу делту, разгранату у много рукаваца. Делта завршава са лагунском обалом дугом 250 km. 
Долину и делту Нила покрива изузетно плодно земљиште које је река хиљадама година таложила у слој дебео 10-12 m. Сваке године од августа до октобра водостај Нила порасте, река се излије из корита и поплави своју долину и делту. После повлачења оставља за собом муљ који обнавља плодност тла.
На територији Египта Нил не прима ниједану сталну притоку. Клима која влада над долином је изразито топла, пустињска. Само морска обала познаје кише. У долини Нила влада трајна ведрина. Вегетацијско доба уопште се не прекида; биљке непрестано расту и дозријевају. Те природне околности створиле су од долине Нила највећу речну оазу на свету. Колико се може из историјских извора закључити људи се већ 6.000 година користе тим тлом и поплавама Нила: граде канале, подижу насипе, извлаче воду, све до наших дана.
Осим плодног тла и нилске воде природа је обдарила Египат и значајним рудним богадством. На Синајском полуострву и у црвеноморском приморју има издашних извора нафте. У том приморју јављају се и фосфати. Западно од делте у средоземном приморју има камене соли.